# Prabi
Prabi è una frazione del comune di Arco in provincia autonoma di Trento.
Si trova a nord del centro storico di Arco sulla sponda destra del fiume Sarca sull'antica strada forse di origine romana che porta a Ceniga, verso Dro.

## Storia
Il territorio è sede di insediamenti antichi e la strada che lo percorre potrebbe essere di origini romane. Il luogo di culto dedicato a San Paolo è stato frequentato da eremiti sin dal XII secolo.

## Monumenti e luoghi d'interesse

### Architetture religiose
- Eremo di San Paolo.
- Chiesa di Sant'Apollinare.[2]

### Architetture civili
A Prabi si trova una delle tre piscine olimpioniche di tutto il territorio del Trentino.

### Sito d'arrampicata
La località Prabi è nota per offrire pareti adatte all'arrampicata sportiva con la corda.